# Занзибар
Занзиба́р (суахили Funguvisiwa ya Zanzibar, англ. Zanzibar Archipelago) — принадлежащий Танзании архипелаг из 75 островов в Индийском океане. Часть архипелага входит в автономию Занзибар.

## География
Острова находятся на расстоянии 40—60 км от восточного побережья Африки, располагаясь 4,5°—6,5° южной широты. Основу архипелага составляют три крупных острова — Унгуджа (часто называют остров Занзибар), Пемба и Мафия — остальные острова гораздо мельче, расположены вокруг них. Площадь архипелага около 2643 км². Занзибар, самый большой город (население 257 тыс. жителей на 2003 год) архипелага, расположен на острове Унгуджа. Климат тёплый и очень влажный.

## Этимология
Занзибар получил свое название от арабского «Зиндж-и эль-бар» (араб. زنجبار‎) — «Страна чёрного человека». В ранних источниках это название относилось ко всему побережью восточной Африки, но со временем было перенесено на главный остров архипелага и крупнейший город-порт. Возможно, что арабский топоним может вести происхождение от иранского названия Зенгибар ((زنگبا [zæŋbɒːɾ]; зенги (زنگ [zæŋ]) «негр», «чернокожий», а бар (بار [bɒːɾ]) — «место», «край») — «Страна чернокожих».

## История
До миоцена архипелаг представлял собой часть Африканского континента. Первые определённые известия о нём появляются в X веке, когда здесь появились персы из Шираза. Местные жители до сих пор именуют себя «ширази», хотя персидские поселенцы были довольно быстро ассимилированы. Это они принесли на Занзибар ислам. В настоящее время мусульмане составляют до 88 % населения, остальные — последователи африканских языческих культов и христиане.
В Средние века на Занзибаре развернулась торговля невольниками, которых ловили в африканских джунглях. Со временем работорговля сосредоточилась в руках торговцев из Омана, которые составили ядро местной аристократии. В XVI веке Занзибар входит в состав колониальных владений Португалии, наряду с Момбасой и Ормузом. В середине XVII века оманские арабы оправились от удара, нанесённого появлением европейских колонизаторов, и стали вытеснять их из западной части Индийского океана. Правда, на Занзибаре власть султана долгое время оставалась номинальной.

### Султанат Занзибар
К 1853 году самый могущественный из оманских султанов, Саид ибн Султан, установил контроль над значительными участками африканского побережья и перенёс свою столицу из Маската на Занзибар. Остров переживал новый подъём, связанный с возросшим спросом на слоновую кость и рабов — товары, которые поставлялись на местные рынки из Африки. Так, в этот период он стал центром работорговли в Восточной Африке, а количество проданных рабов исчислялось десятками тысяч. При султане на Занзибаре велось широкое строительство; архитектурные памятники острова внесены ЮНЕСКО в Список всемирного наследия.
В 1861 году Занзибарский султанат отделился от Оманского. Значение архипелага возросло в связи с открытием в 1869 году Суэцкого канала, в связи с чем за его обладание, и восточноафриканским побережьем в целом, обострилась борьба между великими державами. В результате Занзибарского договора, заключённого между Германией и Великобританией в 1890 году, он стал британским протекторатом.
В начале 1964 года британское правительство передало Занзибар арабскому султану, и уже через неделю Занзибар был провозглашён независимым государством — Народной Республикой Занзибар. После ухода британцев на острове началось восстание: чёрное население не захотело больше быть под властью арабов и свергло её. Революция сопровождалась насилием, грабежами и убийствами арабов и индийцев. Число погибших оценивается от нескольких сотен до 20 тысяч человек.

Новый флаг Занзибара был впервые поднят в январе 2005

### Занзибар в составе Танзании
В 1964 году власти Занзибара и Танганьики подписали соглашение о создании единого государства — Танзании (название является комбинацией слов «Танганьика» и «Занзибар»).
Острова Занзибар являются полуавтономией в составе Танзании с административным центром в городе Занзибаре. С 2005 года Занзибар имеет собственный флаг, парламент, а также существует свой президент.
3 ноября 2010 года пришёл к власти Али Мохамед Шейн.
С ноября 2020 года президентом Занзибара стал Мвиньи, Хусейн Али.

## Культура

### Языки
Жители Занзибара говорят на суахили (кисуахили) — крупнейшем языке группы банту и государственном языке Танзании. Примечательно, что именно киунгуджа (kiunguja), вариант суахили, на котором говорят на Занзибаре, является литературной нормой не только для жителей Танзании, но и для суахилиязычных стран. Хотя ряд источников утверждает, что занзибарцы также свободно говорят на ряде других языков, включая арабский, французский и итальянский, сегодня это не вполне так.

#### Арабский
На сегодняшний день на Занзибаре в ходу три разновидности арабского языка: литературный арабский, оманский арабский и хадрамийский арабский (связанный с регионом Хадрамаут, южный Йемен).
Несмотря на относительную близость оманского и хадрамийского арабского, носители этих диалектов не создали некого унифицированного варианта, который бы сочетал характерные черты обоих. В то время как хадрамийский вариант почти исчез (на нем говорят не более двух десятков человек), оманский арабский считается более употребительным, хотя и на нем говорит очень ограниченное число человек. Наряду с этим, литературный арабский сохраняет за собой престижную, статусную роль. В целом же, арабский язык, который на протяжении веков играл роль одного из ключевых языков на Занзибаре, теперь практически полностью вытеснен суахили. Основное ежедневное общение происходит именно на нём.

### Упоминания в культуре
- Жизнь жителей архипелага начала 19 века описывается в книге «Пассат», автор М. М. Кэй.
- В 1978 г. немецкая поп-группа «Арабески» записала песню «Занзибар» (Zanzibar), ставшую впоследствии хитом. В 2017 г. вышла обновленная версия этой композиции.
- «Всем стоять на Занзибаре» (англ. Stand on Zanzibar) — научно-фантастический роман-антиутопия британского писателя Джона Браннера, написанный в 1968 году и получивший в 1969 году премию «Хьюго».
- К. И. Чуковский. Доктор Айболит
- Metal Gear 2: Solid Snake (яп. メタルギア２ ソリッドスネーク Мэтару Гиа Цу: Сориддо Сунэ:ку) — видеоигра в жанре стелс-экшена, являющаяся одним из двух сиквелов к игре Metal Gear и выпущенная компанией Konami в 1990 году.

## Галерея

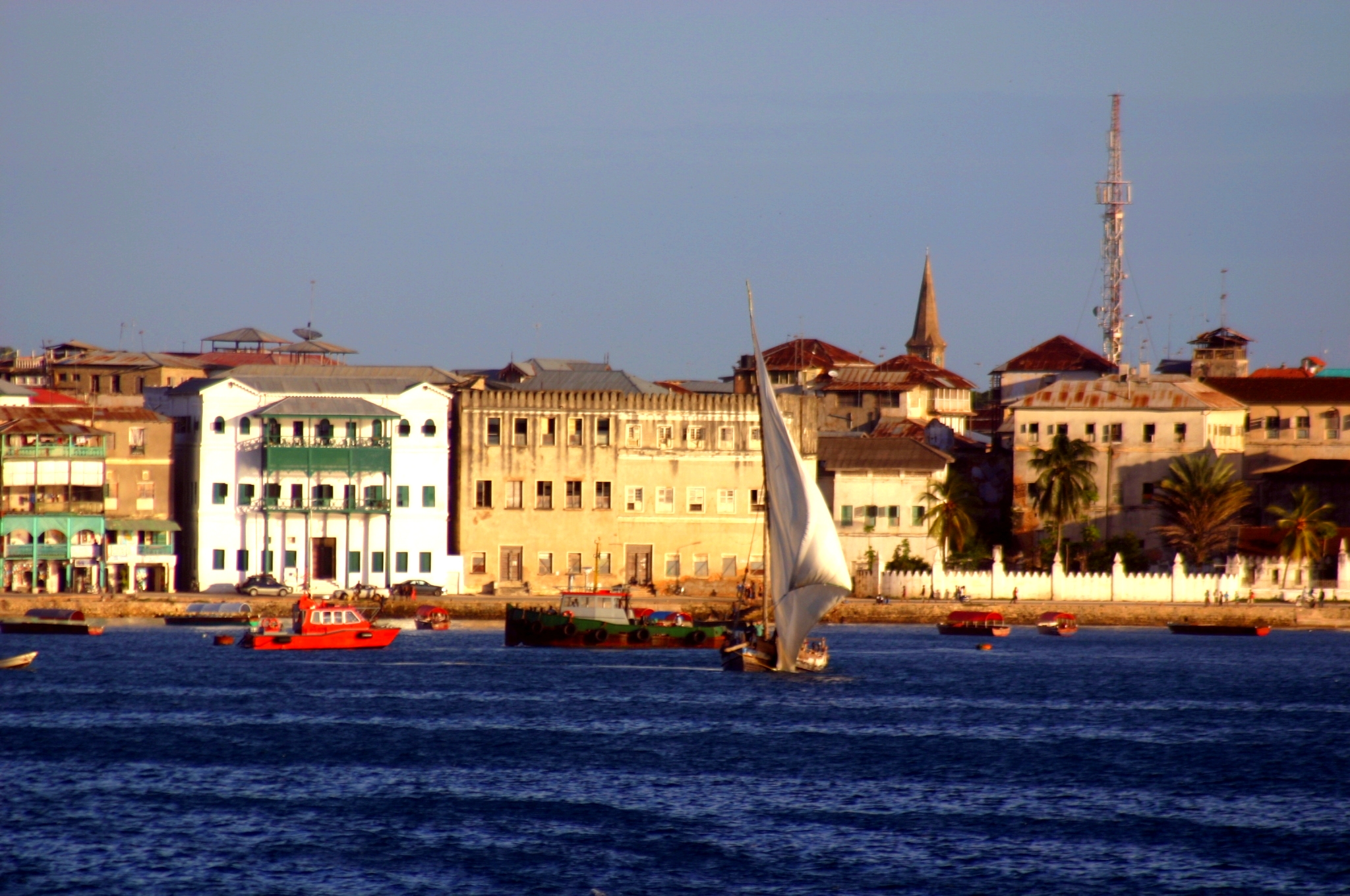
Вид с моря
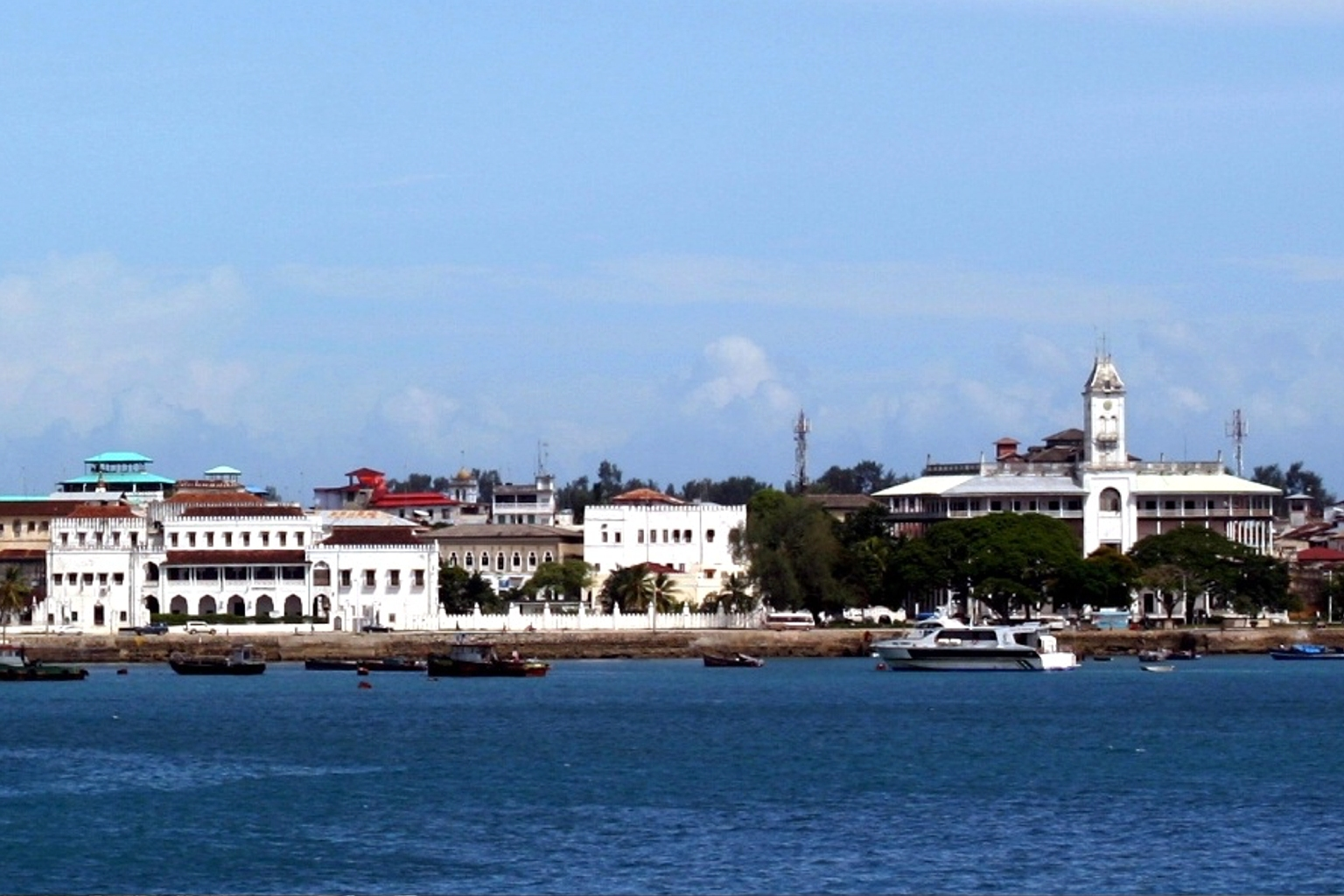
Набережная города Занзибар с дворцом султана
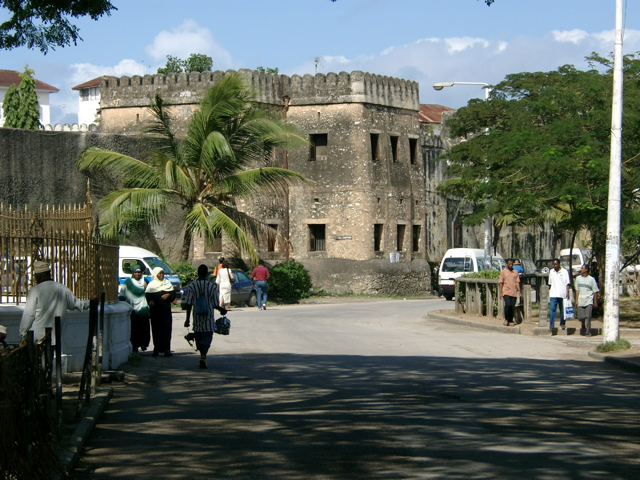
Арабский форт в Занзибаре
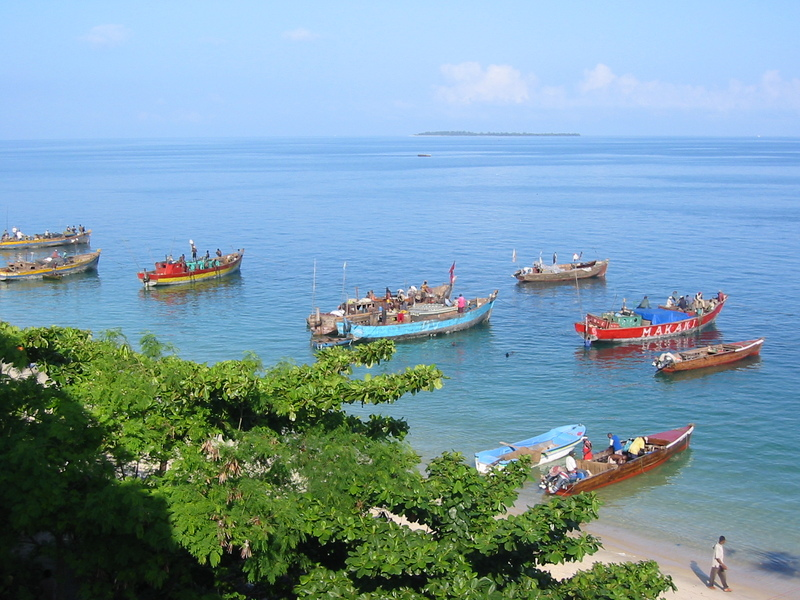
На причале